# Reinerton
Reinerton est une census-designated place de Pennsylvanie aux États-Unis dans le Porter Township du Comté de Schuylkill.

## Description
Reinerton a fait partie jusqu'en 2000 du recensement de Reinerton-Orwin-Muir puis obtient en 2010 son propre recensement.
Reinerton est située près de Muir le long de l'US Route 209 (en). Au recensement de 2010, sa population était de 424 habitants.

## Personnalité
- Les Brown (1912-2011), musicien de jazz, y est né.